# Pseudo-pelade de Brocq
 Mise en garde médicale
La pseudo-pelade de Brocq est une forme cicatricielle non spécifique d'alopécie du cuir chevelu que l'on retrouve généralement chez l'adulte, décrite et étudiée par le dermatologue français Louis-Anne-Jean Brocq,.

## Description
Elle se caractérise par des plaques multiples, asymptomatiques, petites, rondes, ovales ou de forme irrégulière et glabres.
Les zones touchées sont de couleur blanc ivoire ou légèrement roses et atrophiées.

## Causes
Cette alopécie est généralement considérée comme un syndrome clinique qui peut être l'aboutissement d'un ou plusieurs processus pathologiques.
Elle peut dans de nombreux cas être associée à un lichen planopilaris, un lupus érythémateux, une morphée et une folliculitis decalvans.